# Florence Griffith Joyner
Florence Griffith-Joyner, poznata i kao Flo-Jo (Los Angeles, Kalifornija, 21. prosinca 1959. - Mission Viejo, Kalifornija, 21. rujna 1998.) je američka atletičarka. 
U svojoj karijeri osvojila je tri zlatne i dvije srebrne olimpijske medalje, a još uvijek (2011. godina) su važeći njeni svjetski rekordi u utrci na 100 m te utrci na 200 m.  
Flo-Jo je član prave atletske obitelji: suprug i trener joj je bio atletičar Al Joyner a šogorica Jackie Joyner-Kersee.

## Sportska karijera
Flo-Jo je imala relativno kratku ali munjevitu karijeru, u kojoj je pomakla sve granice ženskog sprinta. Posebno je zaprepašćujući bio rezultat na 100 m, 10.49 sekundi, kojeg je ostvarila u četvrtfinalu izborne utrke za sastav olimpijske momčadi za Seoul 1988. godine. Oko tog rezultata postoje i indicije da je vjetar bio jači od dozvoljenog, jer je na tom natjecanju cijeli dan bio primjetan vjetar ali je uređaj baš za vrijeme utrke izmjerio dozvoljenu vrijednost. Sam trener Joyner je sugerirao da je podatak o brzini vjetra krivo izmjeren, ali je rezultat ipak priznat kao svjetski rekord. Flo-Jo je postavila još nekoliko čudesnih rezultata u utrci na 100 m, pa tako ona i dan-danas drži prva tri mjesta na ljestvici najboljih rezultata svih vremena na 100 m: 10.49, 10.61 i 10.62 sec; kao i prva dva mjesta na listama najboljih rezultata svih vremena na 200 m: 21.34 (finale) i 21.56 sec (polufinale utrke na 200 m u Seoulu 1988.). 
Bljesak karijere Flo-Jo je svakako nastup na OI u Seoulu 1988., kada je s velikim razlikama u cilju pobijedila i na 100 m (pobjeda od 3 desetinke pred drugoplasiranom) te na 200 m sa svjetskim rekordom (4 desetinke pred drugoplasiranom). Uz medalje u štafetama, njen nastup na tim Igrama je svakako jedan od najimpozantnijih atletskih nastupa u povijesti.

## Olimpijske medalje
- Los Angeles 1984.:
  - srebro na 200 m
- Seoul 1988.:
  - zlato 100 m
  - zlato 200 m
  - zlato 4x100 m
  - srebro 4x400 m

## Rana smrt i kontroverze
Ova sjajna sprinterica je umrla rano, u 39-oj godini života. Javno je objavljeno da je uzrok smrti moždani udar, te da se zbog tog napada ugušila u svom jastuku. Činjenica da je tako sjajna sportašica preminula tako nenadano i u relativno ranim godinama života pokrenula je priče o mogućim uzrocima. Teorije da je pravi uzrok bio višegodišnje sustavno uzimanje nedozvoljenih i štetnih preparata su bile potkrijepljivane time kako je Flo-Jo fizički izgledala tijekom karijere (izražena mišićavost i gotovo muška građa) te po činjenici da je ostvarila nevjerojatne pomake u rezultatima u vrlo kratkom vremenu i to već kao starija natjecateljica.
Usprkos indicijama, optužbe o dopingu nisu nikad bile dokazane.